# Giorgio Spezia
Giorgio Spezia (Piedimulera, 8 giugno 1842 – 10 novembre 1911) è stato un ingegnere e mineralogista italiano, famoso per aver scoperto un procedimento per produrre quarzo sintetico (noto come metodo Spezia).
Noto anche come patriota, partecipò alla spedizione di Enrico Cosenz, in aiuto di Giuseppe Garibaldi in Sicilia (1860).

## Biografia
Nacque a Piedimulera, Figlio di genitori di Calasca trasferitisi nel fondovalle.
Dopo aver conseguito nel 1867 la laurea in ingegneria a Torino presso la Scuola di Applicazione per gli Ingegneri, studiò sia in Italia, con lo Struver, sia in Germania: a Gottinga, con Friedrich Wöhler, e a Berlino.
Tornato a Torino, fu nominato nel 1873 assistente alla cattedra di Mineralogia dell'Università, tenuta da Angelo Sismonda, e fu poi titolare del medesimo insegnamento dal 1878, con un numero esiguo di lavori (otto), considerati però assai significativi.
Fu socio dell'Accademia delle Scienze di Torino, dell'Accademia Nazionale dei Lincei e dell'Accademia nazionale delle scienze detta dei XL.
Impegnato negli studi sulla cristallogenesi, nel 1905 giunse a elaborare un metodo per la produzione sintetica del quarzo, il metodo Spezia.
A Giorgio Spezia è dedicato il Liceo Statale classico, scientifico, linguistico ed economico-sociale di Domodossola.